# Macrosiphum hartigi
Macrosiphum hartigi är en insektsart som beskrevs av Hille Ris Lambers 1947. Macrosiphum hartigi ingår i släktet Macrosiphum och familjen långrörsbladlöss. Inga underarter finns listade i Catalogue of Life.